# Maison Douzans
La maison Douzans est un édifice situé à Banyuls-sur-Mer, dans le département français des Pyrénées-Orientales.

## Situation
La maison Douzan est située au 1, rue Thomas-Pascal à Banyuls-sur-Mer. Cette petite rue débouche directement à l'est sur l'avenue de la République, face à la mer. À l'ouest, elle rejoint la rue Marius-Douzans.

## Historique
Les façades et toitures de la maison Douzans, ainsi que la pièce située au rez-de-chaussée contenant des peintures d'Aristide Maillol, font l'objet d'une inscription des monuments historiques depuis le 27 janvier 2015.

## Architecture
La maison Douzans contient des peintures d'Aristide Maillol au rez-de-chaussée.